# Mogel Motte
Mogel Motte ist ein Kartenspiel, das 2011 bei Drei Magier Spiele erschienen ist. Entwickelt wurde das Spiel von Emely und Lukas Brand, den damals 11- und 9-jährigen Kindern des Spieleautorenpaares Inka und Markus Brand. Es erhielt im Jahr 2012 den Deutschen Kinderspielepreis und wurde in die Empfehlungsliste zum Kinderspiel des Jahres 2012 aufgenommen. Mit dem Spiel Schummel Hummel erschien 2017 ein Nachfolger des Spiels.

## Spielweise
Das Spiel Mogel Motte entspricht in seiner Grundspielweise verschiedenen Ablagespielen wie Mau Mau oder Uno, bei denen das Ziel darin besteht, die Karten der eigenen Kartenhand vollständig auf einen Ablagestapel zu bringen. Die Besonderheit bei Mogel Motte ist jedoch, dass das Mogeln im Spiel explizit vorgesehen ist. Das Spielmaterial besteht aus einem Kartendeck mit insgesamt 72 Karten. Von diesen sind 43 Zahlenkarten, 20 Aktionskarten (jeweils 5 mit einer Spinne, einer Mücke, einer Kakerlake und einer Ameise), 8 Mogel-Motten und eine die Wächter-Wanze.

### Spielablauf
Zum Beginn des Spiels bekommt der älteste Spieler die Wächter-Wanze und legt diese vor sich ab. Alle anderen Karten werden gemischt und jeder Mitspieler erhält verdeckt acht Handkarten, die restlichen Karten werden als verdeckter Stapel in die Spielmitte gelegt. Die oberste Karte wird abgenommen und offen neben den Stapel gelegt. Handelt es sich hierbei um eine Aktionskarte, zählt von dieser nur der Kartenwert.
Beginnend mit dem Startspieler, der die Wächter-Wanze hat, können die Spieler nun reihum Karten auf den Ablagestapel legen. Dabei muss die abgelegte Karte immer genau eine Zahl höher oder niedriger als die oberste Karte auf dem Ablagestapel sein. Ausnahmen sind die Karten mit der 1 und der 5, wobei auf die 1 jeweils eine 2 oder eine 5 und auf die 5 jeweils eine 4 oder eine 1 abgelegt werden kann. Kann ein Spieler keine passende Karte ablegen, muss er eine Karte vom Nachziehstapel ziehen, darf dann aber keine Karte mehr ablegen. Ist der Nachziehstapel leer, wird der Ablagestapel gemischt und als neuer Nachziehstapel abgelegt. Während des gesamten Spiels ist es allen Spielern mit Ausnahme des Spielers mit der Wächter-Wanze erlaubt, zu mogeln und dabei möglichst unauffällig Karten verschwinden zu lassen. Die Kartenhand muss allerdings grundsätzlich über den Tisch gehalten werden und es darf immer nur eine einzelne Karte weggemogelt werden, dabei darf die letzte Handkarte nie weggemogelt werden. Wenn ein Spieler beim Mogeln erwischt wurde, darf in der Zeit der Klärung nicht gemogelt werden.
Die Aufgabe des Spielers, der die Wächter-Wanze besitzt, ist es, andere Mitspieler zu beobachten und beim Mogeln zu erwischen. Erwischt er einen Mitspieler beim Mogeln, ruft er laut „Erwischt!“ und es wird geklärt, ob dieser Spieler tatsächlich gerade gemogelt hat. Ist dies der Fall, muss der Spieler die Karte, die er wegmogeln wollte, wieder auf die Hand nehmen und bekommt vom Wächter eine von dessen Handkarten zusätzlich, zudem erhält er die Wächter-Wanze und ist der neue Wächter. Wird ein Spieler zu Unrecht beschuldigt, muss der Wächter eine Strafkarte vom Nachziehstapel ziehen und bleibt Wächter.
Im Spiel gibt es 20 Aktionskarten mit vier verschiedenen Motiven sowie insgesamt acht Karten mit einer Mogel-Motte. Diese haben unterschiedliche Funktionen:
| Karte       | Funktion |
| ----------- | --- |
| Mogel-Motte | Kann nicht abgelegt und auch nicht verschenkt werden und zählt am Ende des Spiels 10 Minuspunkte, man sollte sie also schnell wegmogeln. Nur der Spieler mit der Wächter-Wanze kann eine Mogel-Motte auf den Ablagestapel spielen.            |
| Spinne      | Wer eine Spinne ausspielt, darf eine seiner Handkarten (aber keine Mogel-Motte) an einen Mitspieler nach Wahl verschenken. |
| Mücke       | Sobald eine Mücke ausgespielt wird, müssen alle außer dem aktiven Spieler schnellstmöglich mit der flachen Hand auf die Karte schlagen. Der langsamste Spieler erhält von jedem Mitspieler eine Handkarte (aber keine Mogel-Motte) geschenkt. |
| Kakerlake   | Wenn eine Kakerlake gespielt wird, versuchen alle Spieler gleichzeitig eine beliebige Zahlenkarte mit dem gleichen Wert darauf zu legen. Der schnellste Spieler darf seine Karte liegen lassen.                                               |
| Ameise      | Wenn eine Ameise ausgespielt wird, ziehen alle Spieler mit Ausnahme des aktiven Spielers eine Karte vom Ablagestapel. |

Das Spiel endet, wenn ein Spieler keine Karten mehr auf der Hand hat und seine letzte Karte auf den Ablagestapel ablegen konnte. Dieser Spieler hat die Runde gewonnen, bei allen anderen Spielern werden die Minuspunkte anhand der Handkarten ausgewertet. Jede Zahlenkarte zählt dabei einen Minuspunkt, Aktionskarten zählen 5 Minuspunkte und eine Mogel-Motte 10 Minuspunkte. In der nächsten Runde wird der Spieler neben dem Startspieler der letzten Runde neuer Startspieler.

## Ausgaben und Rezeption
Das Kartenspiel Mogel Motte wurde von Emely und Lukas Brand entwickelt und bei Drei Magier Spiele, der Kinderspiel-Marke des Verlags Schmidt Spiele, veröffentlicht. Die Karten- und Spielgestaltung stammt von dem Spieleillustratoren Rolf Vogt. Das Spiel erhielt im Jahr 2012 den Deutschen Kinderspiele Preis und wurde in die Empfehlungsliste zum Kinderspiel des Jahres 2012 aufgenommen. Darüber hinaus war das Spiel Finalist beim spanischen Spielepreis Juego del Año 2013 und war beim französischen As d’Or – Jeu de l’Année nominiert.
Aufgrund des Erfolges erschien das Spiel seit 2011 als Lizenzspiel bei verschiedenen Verlagen auch international in mehreren Versionen, unter anderem in französischer, niederländischer, englischer, tschechischer, polnischer, isländischer, chinesischer und spanischer Sprache. 2017 wurde bei Drei Magier das Spiel Schummel Hummel veröffentlicht, das auf der Mogel Motte aufbaut.

## Belege
1. 1 2 3 4 5 6  Offizielle Spielregeln für Mogel Motte
2. ↑  Mogel Motte auf der Website des Spiel des Jahres e.V.; abgerufen am 3. März 2017.
3. ↑  Versionen von Mogel Motte in der Datenbank BoardGameGeek; abgerufen am 3. März 2017.